# Megachile flammiventris
Megachile flammiventris är en biart som beskrevs av Joseph Vachal 1908. Megachile flammiventris ingår i släktet tapetserarbin, och familjen buksamlarbin. Inga underarter finns listade i Catalogue of Life.